# Ирбисту (река)
Ирбисту́ — река в России, протекает по Кош-Агачскому району Республики Алтай. Устье реки находится в 10 км по левому берегу реки Кокузек. Длина реки составляет 46 км.

## Этимология
Название происходит от алт. ирбис — барс и туу — гора. Ирбис туу — букв. барс-гора.

## Описание
Свой исток река берёт из висячего ледника на высоте 2980 м над ур. м., который находится в восточной части Южно-Чуйского хребта, на его северном макросклоне. Протекает через приледниковое озеро, которое расположено рядом с истоком реки, особенностью озера является то, что цвет воды в водоёме непостоянный и меняется в течение года. Протекая по горной долине, далее русло реки проходит по Чуйской степи (на этом участке река пересыхающая) до впадения в один из болотистых участков реки Кокузек.
Несмотря на то, что река имеет такое же название как и самая высокая вершина в этом районе (и всего Южно-Чуйского хребта), исток реки находится юго-восточнее вершины на расстоянии примерно в 12 км от неё.

## Галерея
- Левые притоки Ирбисту: безымянный (слева) и Иунвалучин (справа), вершина Ирбисту (справа)
- Озеро, из которого вытекает река

## Притоки
- 19 км: Озек (пр)
- Тыстой (лв)
- Сайлуярык (лв)
- Тымойн (лв)
- Тесьтой (лв)
- Иунвалучин (лв)

## Данные водного реестра
По данным государственного водного реестра России, относится к Верхнеобскому бассейновому округу, водохозяйственный участок реки — Катунь, речной подбассейн реки — Бия и Катунь. Речной бассейн реки — Верхняя Обь до впадения Иртыша.